# Berovič
Pogostost priimka Berovič je po podatkih Statističnega urada Republike Slovenije na dan 1. januarja 2010 manjša kot 5 oseb. 

## Znani nosilci priimka
- Martin Berovič (*1951), biokemik, univ. profesor, slikar